# Cmentarz wojenny nr 20 – Bierówka
Cmentarz wojenny nr 20 – Bierówka – cmentarz z czasów I wojny światowej.
Zaprojektowany przez Johanna Jägera. Jest otoczony murem z kamienia łamanego, w środku obelisk z kamienia ciosanego, metalowe krzyże nagrobne. Wokół cmentarza rosną stare, okazałe dęby.
Inskrypcja z tablicy:

"Gdy nadszedł przypływ, utworzyli
Tamę z własnych ciał i zakrzepłej krwi.
Patrzcie – kraj nie stał się pustynią"
Polegli: Rosjanie III Korpusu Kaukaskiego, Niemcy K.P.G.G 3 i 1, Austriacy.

W 5. mogiłach zbiorowych i 62. indywidualnych spoczywa 133. żołnierzy:

w tym:
- 49 żołnierzy rosyjskich,
- 72 żołnierzy niemieckich,
- 12 żołnierzy austriackich.